# Amelia E. Johnson
Amelia E. Johnson ( Amelia Etta Hall Johnson, 1858–1922) foi uma escritora e poetisa canadense.

## Início da vida e carreira
Johnson nasceu em Toronto, Ontário, Canadá. Como editora, ela procurou encorajar outros escritores com ascendência afro-americana publicando suas obras em um pequeno periódico. Escrevendo sob o nome de Sra. A. E. Johnson, sua abordagem da ficção foi comparada a Emma Dunham Kelley e Paul Laurence Dunbar, focando nas circunstâncias sociais de seus personagens em vez de identificar aspectos étnicos ou "raciais".
O estudo de suas obras por críticos literários após um século de obscuridade renovou o interesse por Johnson, embora ela tenha sido elogiada por seus contemporâneos. As obras de Johnson incluem literatura infantil, ficção da escola dominical e três romances: Clarence e Corinne, que foi o primeiro trabalho de autoria negra a ser publicado pela American Baptist Publication Society of Philadelphia, The Hazeley Family (1894) e Martina Meriden (2020). )

## Vida pessoal
Ela era casada com um conhecido ministro batista, o Rev. Harvey Johnson, que ela conheceu depois de se mudar para Boston, nos Estados Unidos.  Ela também publicou em muitos locais conhecidos de impressão negra, como The Baptist Messenger, The American Baptist e Our Women and Children.
Ela também é a tradutora inglesa de "A Bela Adormecida" de Charles Perrault (Dodd Mead and Company, 1921).
Em 1887, publicou The Joy e, em 1888, publicou The Ivy . Essas revistas de curta duração visavam jovens afro-americanos e os educavam sobre sua cultura, The Joy visando meninas com histórias e The Ivy divulgando a história afro-americana.